# Từ Hoành Kiệt
Tsui Wang Kit (tiếng Trung: 徐宏傑; sinh ngày 5 tháng 1 năm 1997) là một cầu thủ bóng đá người Hồng Kông thi đấu ở vị trí trung vệ cho Meizhou Hakka.

## Sự nghiệp câu lạc bộ
Vào ngày 10 tháng 1 năm 2018, Tsui chuyển đến đội bóng tại China League One Meizhou Hakka. Theo luật mới của giải bóng đá Trung Quốc, anh được xem là cầu thủ bản địa.